# 西雅加达行政市
西雅加达行政市，当地华人常称之为雅加达西区或雅京西区，是印度尼西亚雅加达特区下属五个行政市之一，辖区位于雅加达特区的西部，2010年统计共有2,278,825人，行政中心位于肯邦安镇。
西雅加达行政市北接北雅加达行政市，东邻中雅加达行政市，南依南雅加达行政市，西靠万丹省丹格朗市。

## 历史
西雅加达因荷兰殖民时期的建筑而闻名，例如老市政厅（今位于雅加达老城的雅加达历史博物馆）、草埔唐人街以及许多清真寺和荷兰殖民巴达维亚时期的堡垒。

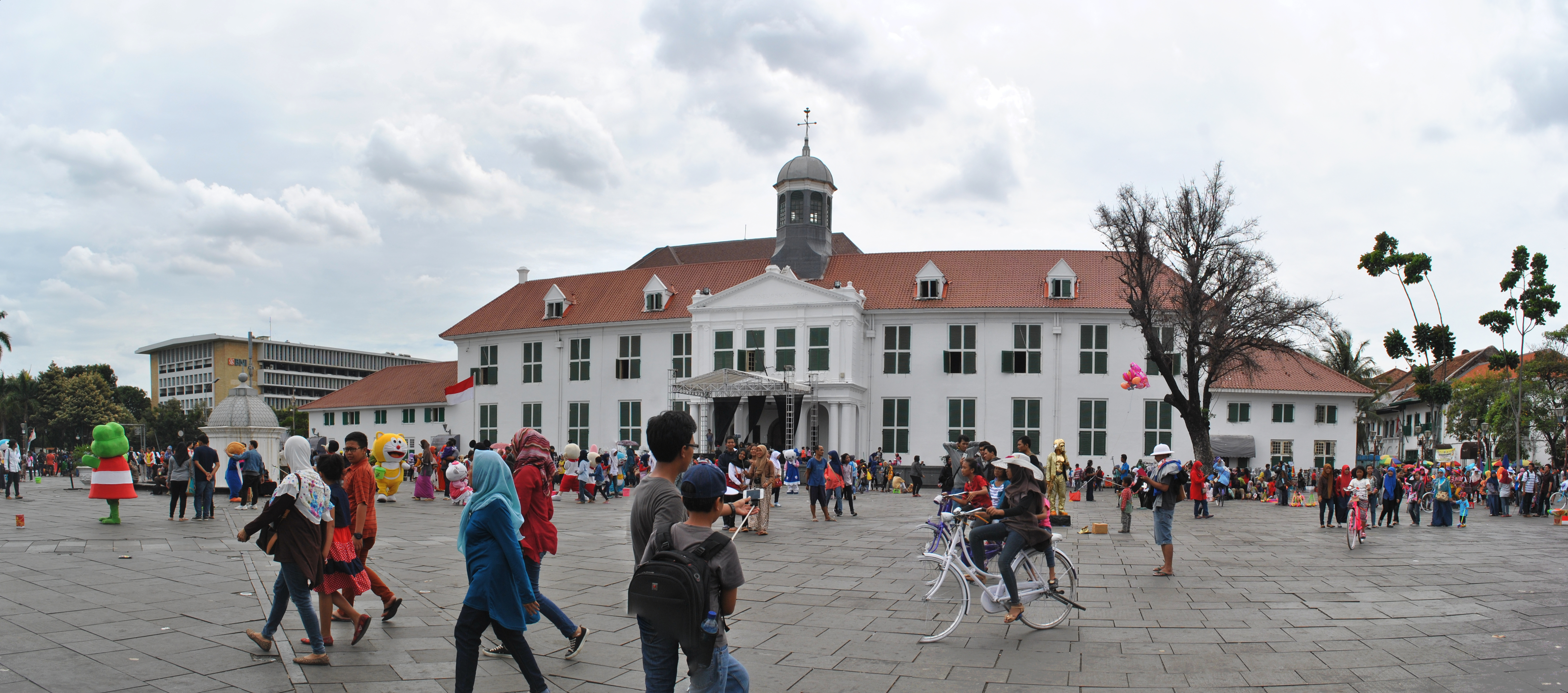
雅加达历史博物馆

## 经济
西雅加达被规划为继南雅加达之后的雅京新商业区，特别是肯邦安区将建起购物中心、娱乐中心、办公中心、医院、学校等设施。2017年3月西雅加达的房价为每平方米1320万印尼盾，2014至2017年的住宅区地皮价格增长率为4.15%。

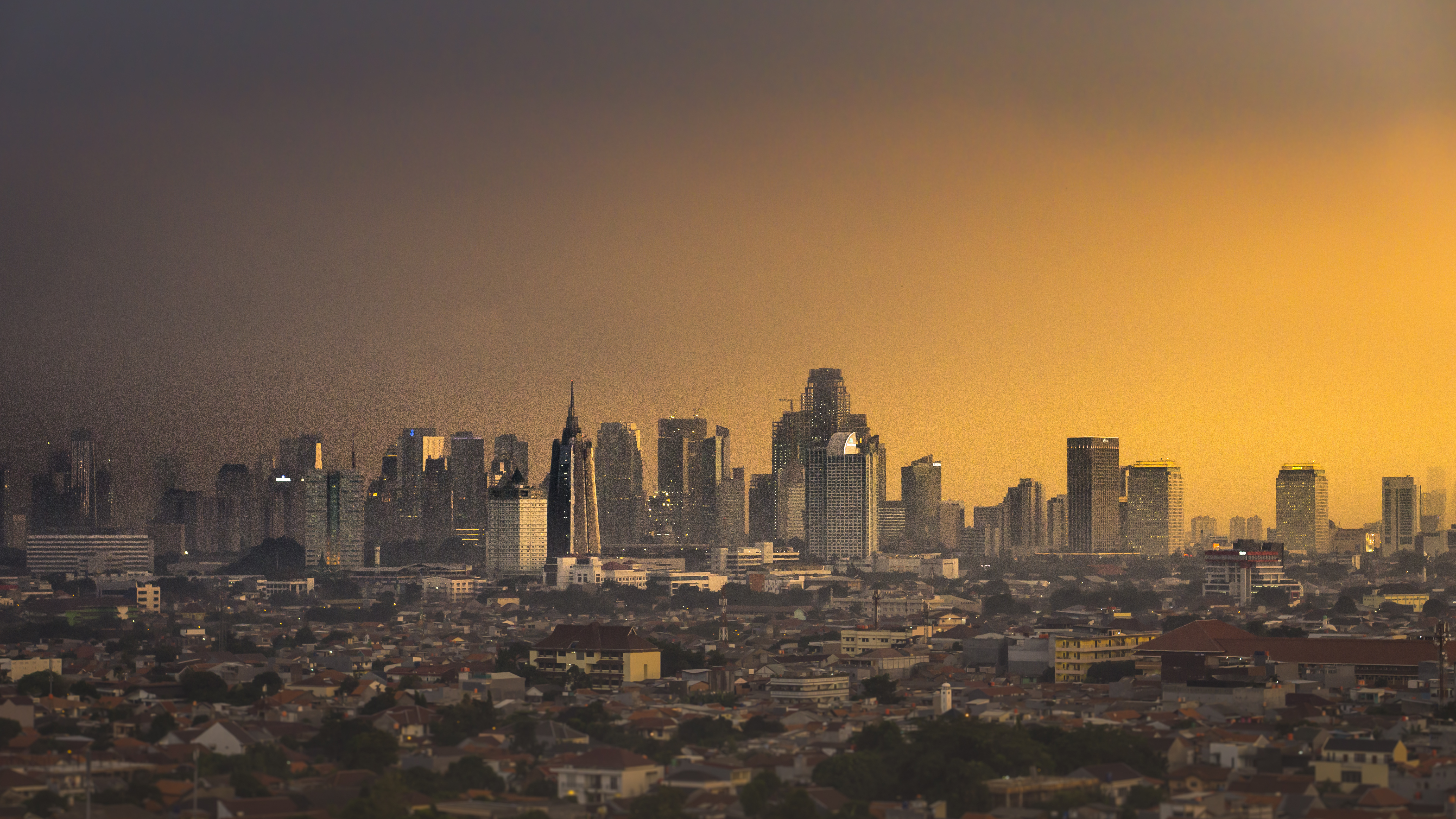
西雅加达的日落

## 行政区划
西雅加达行政市下辖8个镇（Kecamatan）：
- 珍加连镇（英语：Cengkareng）
- 格罗果-北淡布兰镇（英语：Grogol Petamburan）
- 卡利德乐斯镇（英语：Kalideres）
- 克汶芝鲁镇（英语：Kebon Jeruk）
- 肯邦安镇（英语：Kembangan, Jakarta）
- 紅牌鎮（英语：Palmerah）
- 塔曼沙里镇（英语：Taman Sari (Jakarta)）
- 丹波拉镇（英语：Tambora, Jakarta）

## 资料来源
1. 1 2 3   (PDF). www.kemendagri.go.id. MENTERI DALAM NEGERI REPUBLIK INDONESIA.   [2017-08-04]. （原始内容 (PDF)存档于2016-11-19）.
2. ↑   [雅加达首都特区西雅加达市行政区划图] (地图). 1:40,000. DesignMap. 2013. （原始内容存档于2019-06-09） （印度尼西亚语）.
3. ↑  . 印度尼西亚商报. 2017-03-02  [2017-11-09]. （原始内容存档于2017-11-10）.